# بازيليوس فالانتينوس
بازيليوس فالانتينوس (باللاتينية: Basilius Valentinus) يعتقد أنه كان خيميائياً عاش في مدينة إرفورت الألمانية في القرن الخامس عشر للميلاد، والذي كان أيضاً كاهناً كاتدرائياً وراهباً بندكتياً.
إلا أن وجود الشخصية حقيقةً أمر مشكوك به، فوفق جون ماكسون ستيلمان John Maxson Stillman، المختص في تاريخ العلوم والذي كتب عن تاريخ الكيمياء، أنه لم يتوفر أي دليل لقيام شخص بهذا الاسم بأدوار في تاريخ ألمانيا أو روما، ولم يرد هذا الاسم قبل سنة 1600. وعلى الأغلب أن هذه الشخصية خيالية، وأنها ابتدعت بشكل لاحق وأن الكتابات والمدونات الخيميائية نسبت إليه لاحقاً. فخلال القرن الثامن عشر انتشرت اقتراحات تزعم أن مؤلف الكتابات المنسوبة إلى بازيليوس فالانتينوس هو يوهان تولده Johann Thölde، منتج أملاح ألماني عاش بين سنتي 1565–1624 على وجه التقريب. الاقتراحات الحديثة تزعم أن المنشورات لا تعود فقط إلى تولده، إنما لآخرين أيضاً نشروا أبحاثهم تحت هذا الاسم.
ينسب إلى بازيليوس فالانتينوس الكثير من المعارف في الخيمياء التي كانت سائدة في العصور الوسطى، مثل كيفية الحصول على غاز النشادر (أو روح النشادر - الأمونياك) من أثر القلوي على ملح النشادر (كلوريد الأمونيوم). كما وصف في مدونات بازيليوس فالانتينوس أيضاً كيفية إنتاج روح الملح (حمض الهيدروكلوريك) وزيت الزاج (حمض الكبريتيك).

## اقرأ أيضاً
- أندرياس ليبافيوس